# Bayézid II
Pour les articles homonymes, voir Bayezid.
Bayezid II, connu en France sous le nom de Bajazet II (né le 3 décembre 1447 à Dimetoka, aujourd'hui Didymotique - mort le 26 mai 1512 à Chekmece (en), près de Dimetoka), est le huitième sultan ottoman, de 1481 lorsqu'il succède à son père Mehmed II, à 1512 lorsqu'il laisse le trône à son fils Sélim Ier. 
Bajazet II a huit épouses, huit fils (Mahmud, Ahmed, Seyidsah, Sélim, Mehmed, Korkud, Abdullah et Alimsah — Ahmed étant le successeur désigné) et six filles.

## Biographie

### Jeunesse
Bajazet II, fils de Mehmed II et de Gülbahar Hatun, naît le 3 décembre 1447 à Dimetoka, en Thrace.
À l'âge de sept ans, il est nommé gouverneur de la ville d'Amasya, centre culturel d'Anatolie centrale depuis le règne des Seldjoukides, où il reste pendant 27 ans, jusqu'à la mort de son père. Son conseiller s'appelait Hadım Ali Paşa (en). Il s'illustre dans la défense de la frontière orientale de l'Empire, notamment contre les Aq Qoyunlu de Ouzoun Hassan. Le 11 août 1473, il combat dans la bataille d'Otlukbeli.
Bayezid n'entretient pas des bonnes relations avec son père et avec le grand vizir Karamani Mehmed Pacha, qui favorisent son frère cadet Djem ou Cem en turc, surnommé Zizim par les Européens. Bayezid accueille, lui, des opposants à la politique de son père à Amasya.

### Lutte contre son frère Djem
À la mort de Mehmed II, le grand vizir Karamani Mehmed Pacha envoie des courriers prévenir Zizim et Bayezid. Les ennemis de Mehmed Pacha, soutenus par les janissaires, interceptent le courrier destiné à Djem et assassinent le grand vizir. Korkud, un fils de Bayezid alors âgé de onze ans, est nommé régent en attendant l'arrivée de son père à Constantinople. Bayezid arrive à Constantinople le 20 mai 1481 et est proclamé sultan deux jours plus tard.
Bayezid bat son frère, pourtant soutenu par l'Émirat karamanide, à deux reprises, en 1481 et en 1482. Ce dernier cherche alors le soutien du Sultanat mamelouk d'Égypte, puis se réfugie auprès des chevaliers de l'ordre des Hospitaliers de Saint Jean de Jérusalem à Rhodes. À défaut de pouvoir faire assassiner son frère, Bayezid paie une pension de 45 000 ducats d'or par année aux chevaliers afin qu'ils le gardent prisonnier. Le prince ottoman passe le reste de sa vie prisonnier en Aquitaine à Bourganeuf dans la tour Zizim construite à son intention, puis à Naples où il meurt en 1495. Il servit de moyen de pression sur le sultan pour les souverains occidentaux et est au centre de différents plans de croisades dont aucun n'aboutit. Cette menace retient toutefois Bayezid d'intervenir en Méditerranée occidentale et en Europe. Certaines sources[Lesquelles ?] laissent entendre que Bajazet serait parvenu à le faire empoisonner.

### Règne

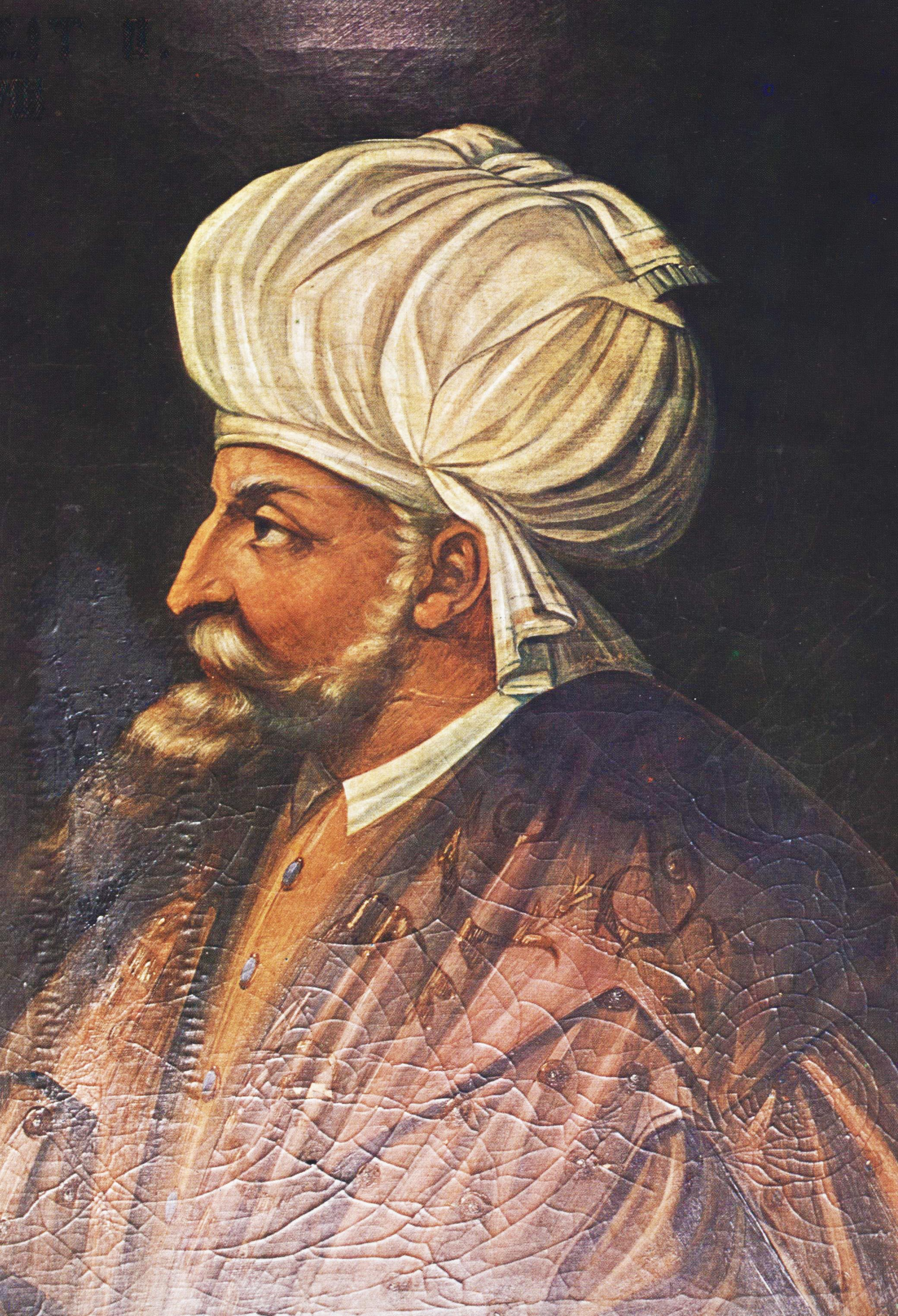
Bajazet II

#### Renforcement de l'empire et guerres sur plusieurs fronts
L'Empire ottoman connait de nombreuses guerres pendant le règne de Bajazet. Il prend l'Herzégovine sous son contrôle direct en 1483.
Son règne voit la reprise des guerres contre la Moldavie. La principauté de Moldavie, dirigée par Étienne III depuis 1457, a attaqué à plusieurs reprises la principauté de Valachie, vassale de l'Empire ottoman, sous le règne de Mehmed II. En 1484, Bayezid s'empare, avec l'aide des troupes de Valachie et du khanat de Crimée, des villes de Kilia et de Cetatea Alba. La Moldavie doit alors se reconnaître vassale des Ottomans et payer un tribut annuel.
En 1485, il entre en conflit avec les Mamelouks d’Égypte à propos des territoires des Émirats des Ramazanides et des Dulkadirides. Pendant la guerre, les Mamelouks parviennent à restaurer leur influence vers le nord jusqu'à Adana. Les Ottomans doivent se résigner à la conclusion d'une paix en mai 1491, paix qui dure jusqu'à la mort de Bayezid. Ce n'est qu'en 1516-1517 que l'Empire ottoman s'empare de ces territoires.
Avec la construction de nouveaux bateaux et le recrutement de corsaires expérimentés, les frères Arudj et Khayr ad-Din Barberousse entre autres, Bayezid se dote d'une force navale qu'il oppose avec succès aux Vénitiens. Il leur prend les villes de Coron, Lépante, Modon et Durazzo entre 1499 et 1502. Il conduit lui-même le siège de Modon. En 1503, il signe un traité avec Venise, cette dernière ne conservant que quelques positions éparses en Morée et acceptant de payer un tribut annuel de 10 000 pièces d'or à l'Empire ottoman.
L'Empire ottoman affronte également le royaume de Hongrie, qui accepte de signer la paix en 1503.
Sur le front perse, la bataille de Shurur (tr) (1502) amène au pouvoir le chah Ismaïl, le chef d'un groupe religieux chiite soutenu par les Kizilbaches. Celui-ci représente un danger pour le sultan à cause de la propagande chiite dans les régions kurdes, mais Bayezid est réticent à l'affronter. En 1507, Ismaïl affronte les Dulkadirides, alliés de l'Empire ottoman. Trois ans plus tard, en 1510, le frère d'Ismaïl menace Trébizonde à la tête d'une armée. Sélim Ier, fils de Bayezid et gouverneur de Trébizonde, défait alors les Perses en utilisant les forces destinées à maintenir la frontière orientale, s'attirant les foudres de son père.

#### Politique intérieure
En 1488, il fonde le complexe du sultan Bajazet II (en) à Edirne, hôpital médical et psychiatrique, aujourd'hui musée de la médecine.
Il autorise en 1492 les Juifs d'Espagne, forcées de se convertir ou d'émigrer, à s'établir en Turquie, accueillant ainsi 200 000 Juifs. Il envoie la marine turque en Espagne pour les recueillir. Les sources juives lui prêtent une phrase ironique à propos du roi Ferdinand d'Espagne : « Pouvez-vous appeler sage et intelligent un tel souverain ? Il appauvrit son pays et enrichit le mien ».
En 1509, Constantinople est en grande partie détruite par un tremblement de terre. Une politique systématique de peuplement turc est menée dans la ville et dans toute l'Europe balkanique, faisant également appel à des non-Turcs et à des non-musulmans, de façon à donner à la ville un aspect et une activité dignes d’une grande capitale.
Les dernières années du règne de Bajazet II sont marquées par les progrès de l’administration turque.
Les traités de paix avec ses voisins lui donnent les moyens de combattre les rébellions des tribus turcomanes en Anatolie. Malgré cela, les rebelles parviennent à tuer le grand vizir Ali Pacha au cours des combats.
Épris de savoir, Bajazet apprend l'arabe, le persan, la théologie, la philosophie et les mathématiques. Amateur de poésie, il recevait les poètes les plus réputés. Il rend aux institutions religieuses les biens que son père avait confisqués au profit de l'État, ce qui lui vaut le surnom de Sofu (le Pieux). Il fait enlever toutes les peintures que des artistes italiens avaient exécutées au cours du règne de Mehmed II.

### Lutte avec ses fils
Bayezid avait apanagé ses fils : Ahmed, l'aîné, à Amasya ; Sélim à Trébizonde ; et Korkud à Antalya. Quant à Soliman, le fils de Sélim, il dispose de l'apanage de Crimée. L'aîné devait succéder à Bayezid, mais son incapacité à maintenir l'ordre en Anatolie incite son frère Sélim à agir préventivement. Ce dernier demande, sans succès, un poste plus proche de Constantinople, puis se rend en Crimée près de son fils. En 1511, à la tête d'une armée de 3000 hommes, Sélim se rend à Édirne, où Bayezid réside depuis le tremblement de terre de 1509. À la même période, les troupes impériales commandées par Korkud sont battues par les Qizilbash en Anatolie. Bayezid propose alors une nouvelle province, mais Sélim se méfie et tente de prendre le pouvoir. Il est toutefois battu par Bayezid le 3 août 1511 près de Corlu et doit se réfugier en Crimée auprès de son fils,.
Ahmed espère alors que Bayezid abdiquerait en sa faveur et se rend à Constantinople, mais les Janissaires lui interdisent d'entrer dans Constantinople. Sélim, de son côté, en profite pour revenir de Crimée. Sous la pression des Janissaires, Bayezid doit nommer Sélim chef des armées, et est finalement contraint à l'abdication le 24 avril 1512. Il meurt un mois plus tard en se réfugiant à Dimetoka. En avril 1513, Sélim défait son frère Ahmed près de Yenişehir, dans l'actuelle province de Bursa, et le fait exécuter.